# Ismael Cortinas
Ismael Cortinas è un comune dell'Uruguay, situato nel Dipartimento di Flores.